# ميتفايدا
ميتويدا (بالألمانية: Mittweida) هي بلدة ألمانية و Grosse Kreisstadt تقع في ألمانيا في ساكسونيا. يقدر عدد سكانها بـ 16,277 نسمة .

## المدن التوأمة
مدن غابروفو، فيرزن و برنهايم (راينلند) هي مدن توأمة لـميتويدا.

## أعلام
- أندرياس كلودن
- جوهانس شيلينغ
- هنز اشتومه
- أنتيه تراوي
- أنيتا كوبوس